# Чайка Євген Іванович
Євге́н Іва́нович Ча́йка (12 (25) лютого 1902, Розбишівка — 16 листопада 1976, Київ) — український радянський патологоанатом, доктор медичних наук (з 1940 року), професор (з 1940 року), Заслужений діяч науки УРСР (з 1957 року).

## Біографія
}}
Народився 12 (25 лютого) 1902 року в селі Розбишівці (тепер Гадяцького району Полтавської області). У 1927 році закінчив Київський медичний інститут. З 1934 року працював у Київському медичному інституті. 11 лютого 1941 року захистив докторську дисертацію на тему: «Сполучнотканинний скелет серця і його значення в патології». У 1942 році обраний вченою радою завідувачем кафедри патологічної анатомії. У 1943–1958 роках проректор інституту.

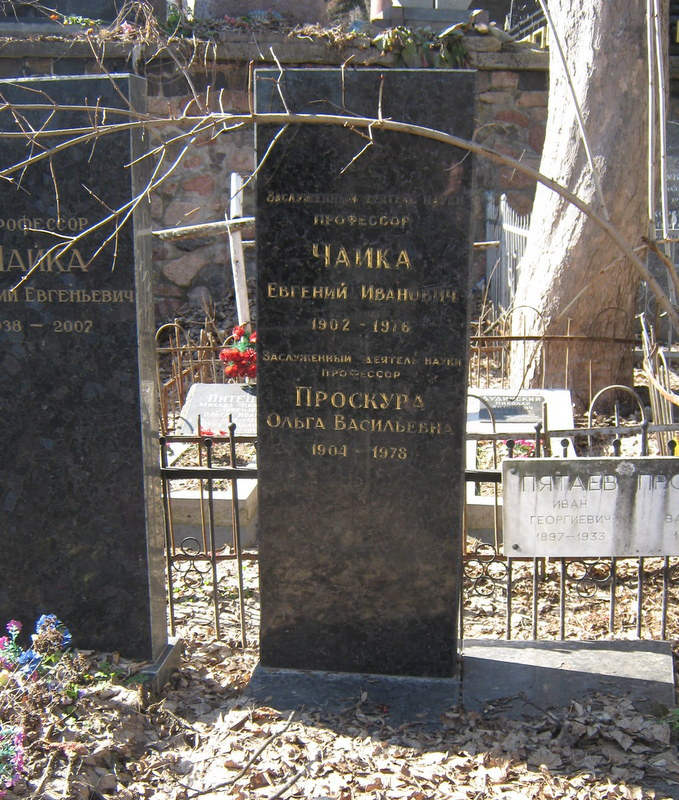
Могила Євгена Чайки

Помер 16 листопада 1976 року в Києві. Похований на Байковому кладовищі (ділянка № 2).

### Родина
- Дружина — уролог, доктор медичних наук Ольга Проскура (1904—1978).
  - Син — науковець-радіотехнолог, доктор технічних наук Георгій Чайка (1935—2016).
  - Син — науковець-технолог, доктор фізико-математичних наук Василь Чайка (1938—2007).

## Наукова діяльність
Праці присвячені вивченню реактивних змін сполучної тканини, бруцельозу, брайтової хвороби, панкреатиту, хвороб крові тощо.

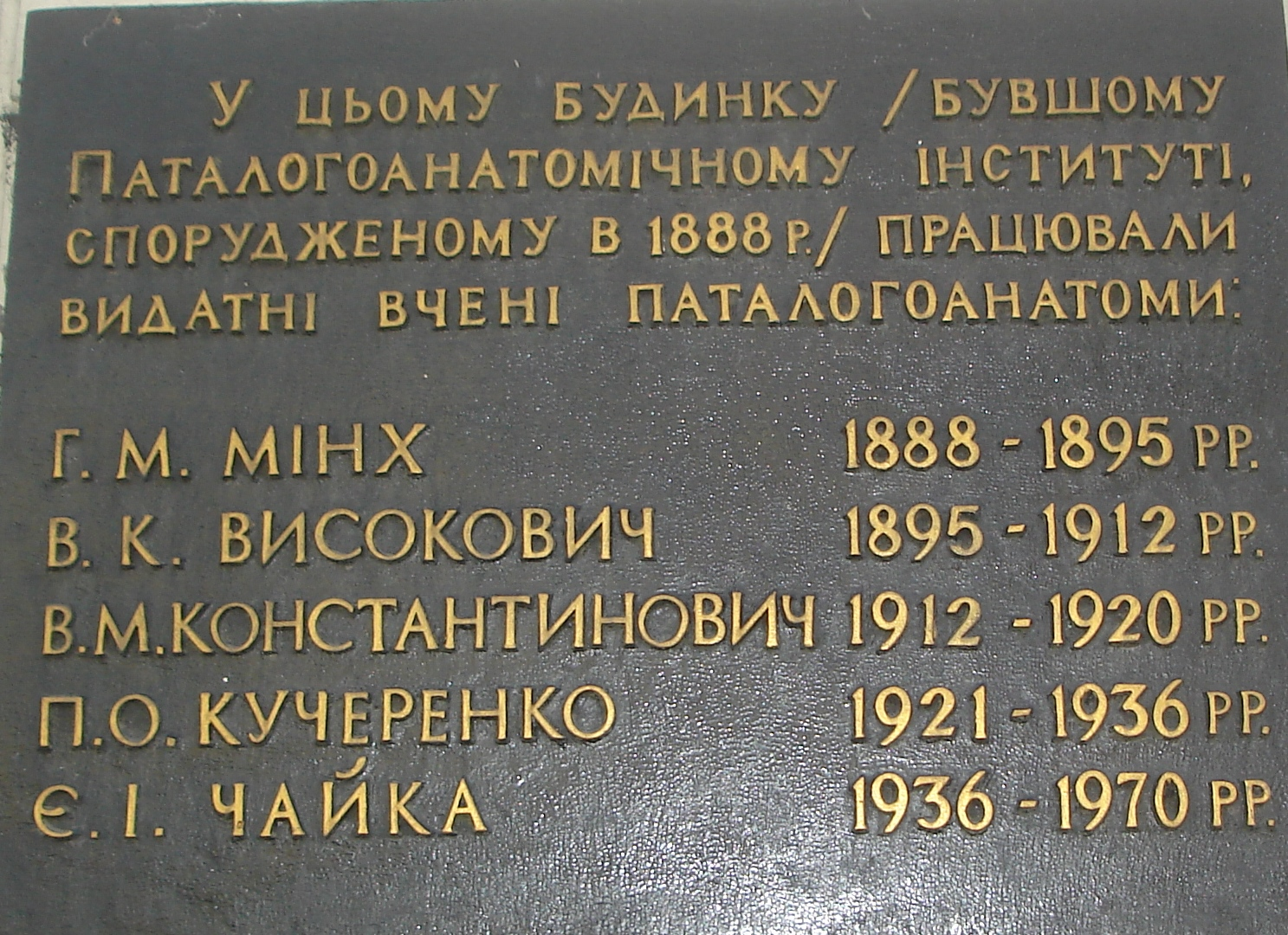
Меморіальна дошка Чайці Є. І. на будинку колишнього Патологоанатомічного Інституту (Київ,бульвар Тараса Шевченка, 17. Знесена у 2016 році.)

## Нагороди
Нагороджений орденами Леніна, Червоної Зірки, іншими орденами, медалями.